# 郭明正
郭明正（1954年—2021年11月9日），南投縣仁愛鄉人，賽德克族名Dakis Pawan，曾任教師、文史工作者。在教職工作之餘，投身賽德克歷史文化的研究、進行族人耆老口述歷史工作。曾參與電影《賽德克．巴萊》的製作，擔任族語顧問和電影劇本翻譯。

## 生平
郭明正生於南投縣仁愛鄉互助村清流（川中島）部落，為參與霧社事件的馬赫坡社後裔，屬於賽德克族德固達雅群（Seediq Tgdaya）。
郭明正自認小學時擁有快樂童年，小學三年級家中尚未有電力可用，因此盡可能在天黑之前四處玩樂。初中，因制度分發而跑到花蓮就讀中學6年。後考取國立台灣師範大學工業教育系公費生，1978年至國立埔里高工機械科擔任專任教師。
1991年，郭明正生了一場大病，療養期間須定期至埔里檢驗所驗血，當時的醫檢師為鄧相揚，因而接觸到鄧相揚關於霧社事件、賽德克族的藏書。大病初癒後，郭明正開始反思人生而想更加認識自己，加上受鄧相揚的鼓勵，郭明正開始投入族人口述歷史工作。郭明正在教職工作之餘，跟長輩訪談、蒐集整理資料，自己摸索研究方法，豐富了賽德克的文化論述。
2004年辦理退休，退休後持續積極參與賽德克族德固達雅語的翻譯、出版品編纂與顧問工作。

## 著作
- 真相．巴萊：《賽德克．巴萊》的歷史真相與隨拍札記，2011，遠流，ISBN 9789573268659
- 又見真相：賽德克族與霧社事件-66個問與答，面對面訪問霧社事件餘生遺族，2012，遠流，ISBN 9789573270683

### 合著
- 簡鴻模、依婉．貝林、郭明正，《清流部落生命史》，2002，永望文化，ISBN 9789579390279